# Фінал чемпіонату Південної Америки з футболу 1922
Фінал чемпіонату Південної Америки з футболу 1922 — фінальний матч 6-го розіграшу чемпіонату Південної Америки. Відбувся 22 жовтня 1922 року в Ріо-де-Жанейро на стадіоні «Ларанжейрас».

## Передісторія
| Збірна   | Фінали         |
| -------- | -------------- |
| Парагвай | не брав участі |
| Бразилія | 1919           |

## Матч
| 22 жовтня 1922 |

| Бразилія                  | 3–1 | Парагвай |
| ------------------------- | --- | -------- |
| Неко 11' Форміга 48', 89' |     | Рівас    |

| Ларанжейрас, Ріо-де-Жанейро Арбітр: Сервандо Перес (Аргентина) |

| Бразилія | Парагвай |

| ВР      |  | Кунц     |
| ЗХ      |  | Паламоне |
| ЗХ      |  | Бартьо   |
| ПЗ      |  | Лаїс     |
| ПЗ      |  | Фортес   |
| НП      |  | Амілкар  |
| НП      |  | Форміга  |
| НП      |  | Неко     |
| НП      |  | Домінгес |
| НП      |  | Тату     |
| НП      |  | Родрігес |
| Тренер: |  |          |
| Лаїс    |  |          |

| ВР                    |  | Модесто Деніс         |
| ЗХ                    |  | Рамон Гонсалес        |
| ЗХ                    |  | Венансіо Паредес      |
| ПЗ                    |  | Роке Центу́ріон        |
| ПЗ                    |  | Мануель Флейтас Соліч |
| ПЗ                    |  | Луїс Фретес           |
| ПЗ                    |  | Ісідоро Бенітес       |
| НП                    |  | Лусіано Капдевіла     |
| НП                    |  | Даніель Шарер         |
| НП                    |  | Ільдефонсо Лопес      |
| НП                    |  | Херардо Рівас         |
| Тренер:               |  |                       |
| Мануель Флейтас Соліч |  |                       |

| Чемпіон Південної Америки 1922 |
| ------------------------------ |
| Бразилія 2-й титул             |